# Melanie Bak
Melanie Mie Bak (n. 30 ianuarie 1994, în Randers) este o handbalistă din Danemarca care evoluează pe postul de intermediar stânga pentru clubul danez Horsens Håndboldkub Elite și echipa națională a Danemarcei. Între 2021 și 2023 Melanie Bak a evoluat pentru echipa românească SCM Craiova.

## Palmares
- Liga Campionilor:
  - Grupe principale: 2015, 2019

- Liga Europeană:
  - Turul 2: 2021

- Campionatul Danemarcei:
  -  Medalie de bronz: 2014

- Cupa Danemarcei:
  - Semifinalistă: 2013

- Cupa Franței:
  -  Medalie de argint: 2019